# Mesquitol
Le mesquitol est un flavan-3-ol.
Le nom mesquitol vient du mot anglais mesquite désignant divers arbres du genre Prosopis.
Les promélacacinidines sont un type de tanins condensés. Les tanins condensés sont des polymères de flavanols et les promélacacinidines sont notamment composées d'unités de mesquitol. Le nom provient du fait que ces tanins produisent de la téracacinidine, une anthocyanidine, lors de leur hydrolyse en milieu acide.